# Guziczka brodawkowanozarodnikowa

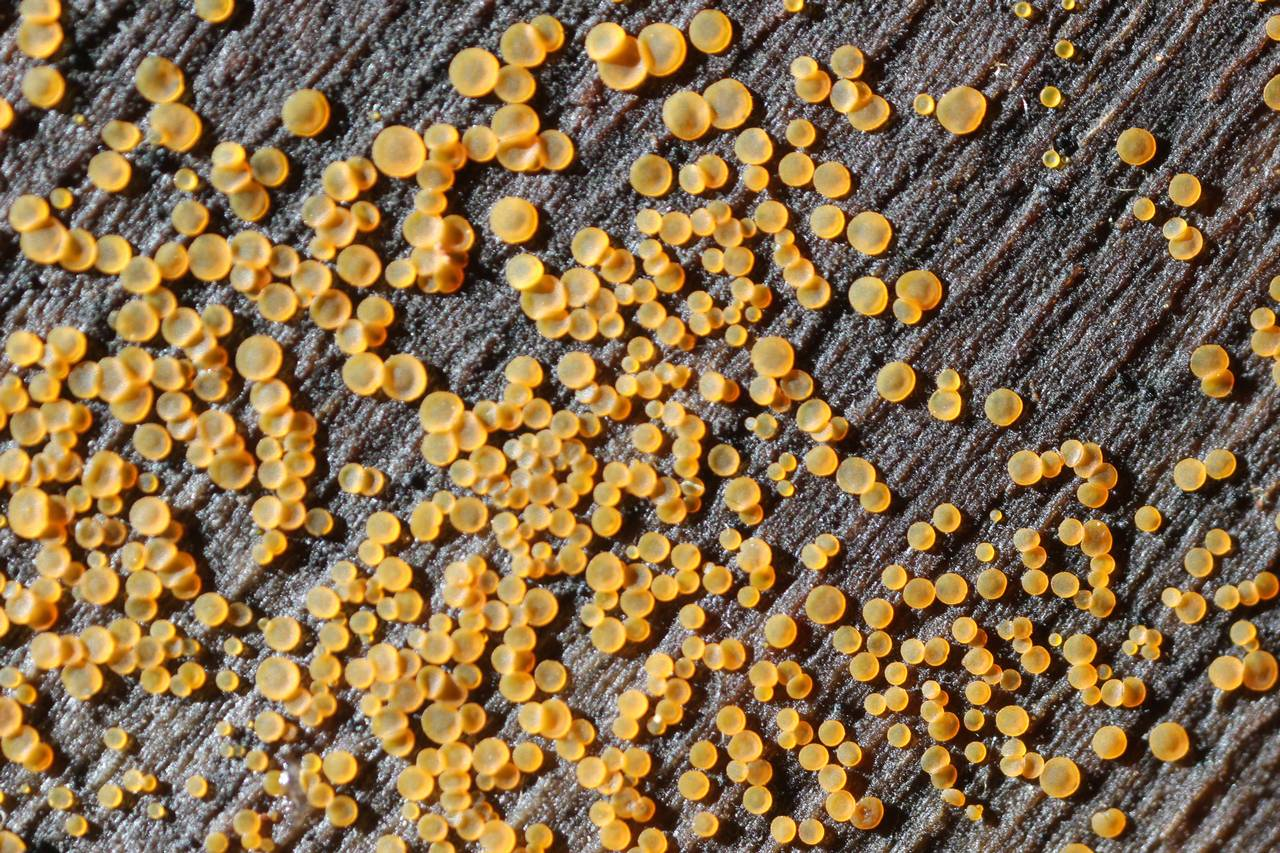

Guziczka brodawkowanozarodnikowa Orbilia xanthostigma (Fr.) Fr. – gatunek grzybów workowych.

## Charakterystyka
U przedstawicieli rodzaju Orbilia znane są tylko formy rozmnażające się płciowo (teleomorfy). Nie tworzą podkładek, lecz na grzybni od razu owocniki typu apotecjum o barwie od żółtej do pomarańczowej i średnicy 1–2 mm. Askospory małe (zwykle poniżej 10 × 1 μm), hialinowe i owalne lub elipsoidalne. Wiele gatunków ma parafizy zakończone guzkami i worki z widocznymi połączeniami strzępek.

## Systematyka i nazewnictwo
Pozycja w klasyfikacji według Index Fungorum: Orbiliaceae, Orbiliales, Orbiliomycetidae, Orbiliomycetes, Pezizomycotina, Ascomycota, Fungi.
Po raz pierwszy gatunek ten opisał Elias Fries w 1815 r. nadając mu nazwę Peziza xanthostigma. Ten sam autor w 1849 r. przeniósł go do rodzaju Orbilia.
Synonimów naukowych ma 19. Niektóre z nich:
- Orbilia alnea var. vesiculosa Velen. 1934
- Orbilia botulispora Höhn. 1907
- Orbilia microspora Velen. 1934
- Orbilia millispora Velen. 1934
- Orbilia paradoxa Ade 1924

Nazwa polska według atlasu grzybów.

## Morfologia
Teleomorfa
Owocniki typu apotecjum, w stanie świeżym o średnicy (0,2–) 0,35–2 (–4,5) mm i wysokości 0,14–0,35 mm, przeważnie o barwie jasno-żółto-pomarańczowej, żółto-ochrowej lub miodowo-żółtej (bursztynowej), rzadziej szkliste, wodnisto białe, bladoochrowe do żółtawokremowych lub nawet blado izabelowate do różowoliliowych, często w środku półprzezroczyste (od bladych do jasno oliwkowych), gdy są duże czasami z przezroczystymi koncentrycznymi pierścieniami. Występują często w gęstych skupiskach, mają tarczkę lekko wklęsłą lub płaską, w końcu czasami wypukłą, brzeg cienki lub dość gruby, wystający 0–10 µm, prosty lub nieco podwinięty, gładki, są siedzące lub z podstawą stożkową, także z krótkim i szerokim trzonem 0,02–0,2 × 0,15–0,8 mm o powierzchni od jasno do głęboko złocistej lub miodowożółtej, różowo-pomarańczowo-czerwonej lub kremowo-ochrowo-izabellinowatej. W eksykatach blakną.
Worki w stanie dojrzałym (25-)30-45(-53) × 3,2-4,3 µm, 8-zarodnikowe, zarodniki jednorzędowe, niektóre z 8 zarodników odwrócone (czasami podstawowe, często zorientowane w różnych kierunkach), pars sporifera 12–16(–19) → (8–)9–12(–15) μm długości, wierzchołek silnie ścięty (czasami lekko lub wyraźnie wcięty, bocznie niewyraźnie nabrzmiały), podstawa z krótkim lub długim, cienkim, trzonem wygiętym w kształcie litery H lub, rzadko w kształcie litery T lub L. Askospory średnio 2,4–3 × 1,1–1,4 μm in situ z wyłączeniem brodawek, z brodawkami 3,5–4,2 μm, nerkowate, zakrzywione pod kątem (90–) 120–180° (mniej więcej półkoliste), końce zaokrąglone do rozwartych, koniec podstawny rzadko nieco bardziej zwężający się, strona grzbietowa (a także boczna) z rzędem wyraźnych brodawek (w liczbie ponad 200), bardzo rzadko gładkich, rzadko spotykany krótki, cienki filum (długość całkowita 0,8–1 μm). Parafizy o wierzchołkach nieznacznie, średnio do silnie główkowatych (rzadko maczugowate), nierozgałęzione w górnej przegrodzie; zawartość szklista lub w dolnej części i w pobliżu wierzchołka jasno do jasnożółtawa.
Anamorfa
Podobna do gatunków z rodzaju Dicranidion. Konidiofory proste, lekko zwężone w górnej części, 0–3-przegrodowe, nierozgałęzione lub 1–2-krotnie rozgałęzione, konidia tworzą się na ich końcach. Komórki konidiotwórcze 10–20 × 2–2,5 μm. Konidia w kształcie kamertonu, wymiary całkowite 14–23 × 5,5– 6,5(–8) µm, trzon 5,5–9 × 3–3,5 μm, z 0–1-przegrodą, ramiona 5–21 × 2,6–3,5 μm (0–)1–2(–3) przegrodowe, bardzo rzadko z 3 ramionami.

## Występowanie
Orbilia xanthostigma jest szeroko rozprzestrzeniona. Znane jest jej występowanie w Ameryce Północnej i Środkowej, Europie, Afryce i Australii. W polskim piśmiennictwie naukowym podano wiele jej stanowisk.
Grzyb saprotroficzny występujący na drewnie drzew liściastych i iglastych.